# Vertrag von Madrid (1670)
Der Vertrag von Madrid wurde am 18. Juli 1670 zwischen England und Spanien in Madrid geschlossen. In diesem Vertrag erkannte Spanien förmlich die englische Hoheit über Jamaika und die Kaimaninseln an. Jamaika wurde zuvor im Jahre 1655, die Kaimaninseln im Jahre 1666 durch England in Besitz genommen. Letztere wurden von Jamaika aus verwaltet und kolonialisiert. Der Vertrag setzte den Schlusspunkt unter den vorausgegangenen Englisch-Spanischen Krieg.
Die Originalsprache des Vertrags war Latein, und der vollständige englische Titel lautete: "A treaty for the composing of differences, restraining of depredations, and establishing of peace in America, between the crowns of Great Britain and Spain, concluded at Madrid the 8/18 day of July, in the year of our Lord 1670".
Die Verhandlungen begannen im Herbst 1669 zwischen dem spanischen Vertreter Gaspar de Bracamonte, Graf von Peñaranda, und William Godolphin, Sondergesandter aus England.

## Vereinbarungen
Die wichtigsten Klauseln des Vertrags waren:
- Ratifizierung der im Vertrag von Madrid von 1667 vereinbarten Bedingungen;
- Verpflichtung zum Nichtangriff zwischen den Flotten der beiden Länder;
- Freilassung von Gefangenen, die in vergangenen Konflikten gefangen genommen wurden (unter Bezugnahme auf die Gefangenen beider Seiten während des Englisch-Spanischen Krieges von 1655–1660);
- Vergessen vergangener Ungerechtigkeiten und Verstöße gegen die jeweils andere Seite;
- Spanien erkannte die englischen Besitztümer in Westindien an, ohne jedoch genau zu spezifizieren, worum es sich dabei handelte: „todas las tierras, islas, colonias y dominios situados en las Indias Occidentales...que el rey de la Gran Bretaña tiene y posee al presente“ (dt.: „alle Länder, Inseln, Kolonien und Herrschaftsgebiete auf den Westindischen Inseln, die der König von Großbritannien jetzt besitzt und innehat.“). In einer spanischen Urkunde von 1689 wurden die Inseln Jamaika, Barbados, Neuengland, Kanada und ein Teil der Insel St. Kitts und Nevis als englische Besitzungen aufgeführt. Durch den Vertrag erhielt England die formale Kontrolle über Jamaika und die Cayman-Inseln;

- Jedes der unterzeichnenden Länder würde darauf verzichten, in den Westindischen Inseln des jeweils anderen Landes zu segeln und Handel zu treiben, außer im Falle eines Schiffbruchs oder einer dringenden Notwendigkeit.

Der Vertrag wurde von Maria Anna von Österreich und von Karl II. ratifiziert.

## Folgen

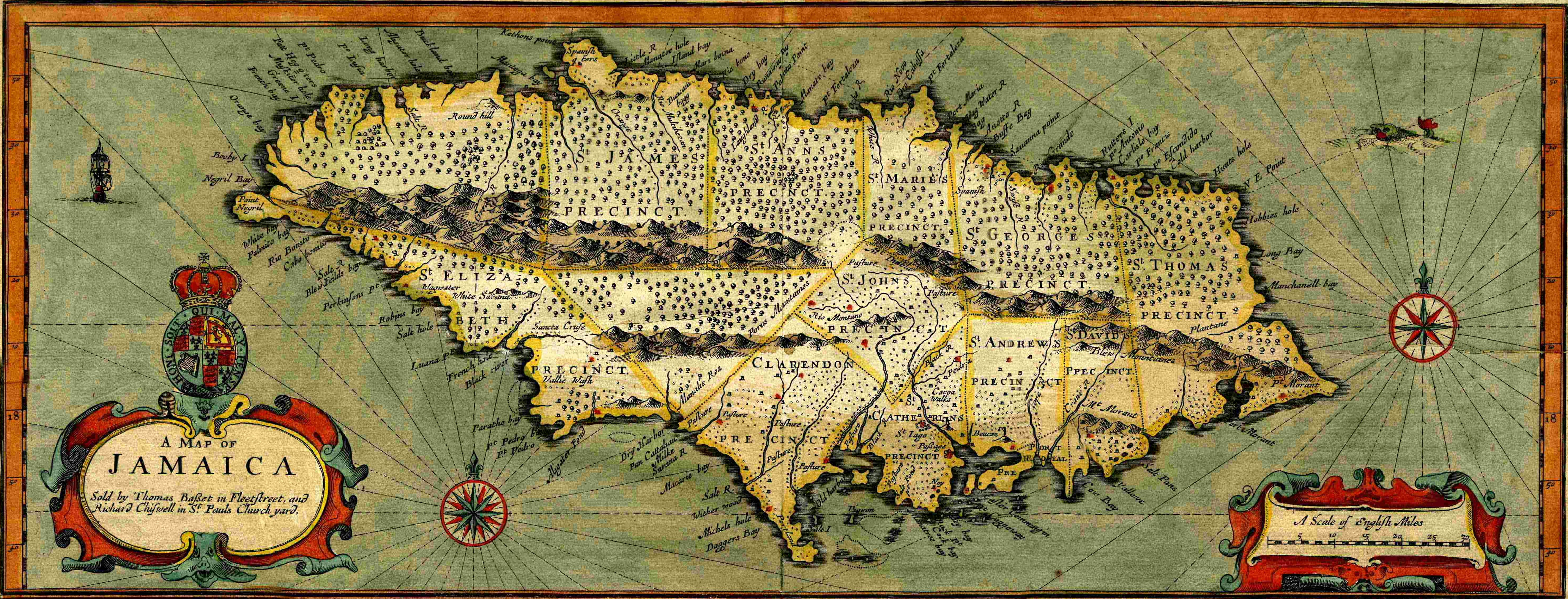
Karte von Jamaika aus den 1670er Jahren

In Spanien und seinen Kolonien war der Vertrag verhasst und wurde von vielen als demütigende Kapitulation angesehen. Spaniens militärische, wirtschaftliche und politische Schwäche bedeutete, dass es keinen Willen aufbringen konnte, was England leicht ausgenutzt hatte. Vor allem die spanischen Kaufleute waren nicht bereit, den Vertrag zu akzeptieren, und die spanische Krone musste als Ausgleich eine Sondersteuer erheben.
Die Nachricht vom Vertrag erreichte die Karibik jedoch nicht rechtzeitig, als Henry Morgan am 28. Januar 1671 einen verheerenden Überfall auf Panama-Stadt startete. Die Spanier waren wütend, und die Engländer sahen, dass Morgan und Modyford den Vertrag verletzt hatten. Um die Beziehungen wiederherzustellen, wurden sowohl Modyford als auch Morgan zurückgerufen und verhaftet. Sie blieben jedoch ungestraft und wurden freigelassen. Morgan wurde sogar von Karl zum Ritter geschlagen und zum Leutnant-Gouverneur von Jamaika ernannt.
Zwischen Spanien und England herrschte bis zum Spanischen Erbfolgekrieg 1702 Frieden.